# 사일런트 힐 (비디오 게임)
《사일런트 힐》(Silent Hill)은 코나미에서 발매한 서바이벌 호러 비디오 게임이다. 《사일런트 힐》 시리즈의 첫작품으로, 플레이스테이션 플랫폼으로 1999년 2월 북미 및 유럽 지역에서 처음 발매되고 같은 해 3월 일본에 출시됐다.
코나미 컴퓨터 엔터테인먼트 도쿄의 개발진 팀 사일런트가 제작했으며, 기획 및 시나리오 집필은 도야마 케이치로가 맡고 음악은 야마오카 아키라가 담당했다. 당시 《바이오하자드》를 비롯한 초기의 호러 게임들과는 달리 3인칭 카메라 시점을 취하고 실시간으로 그려지는 3D 그래픽을 선보였다. 하드웨어상의 한계를 고려해 게임 내에 안개와 음영 효과를 도입해 그래픽을 가리는 기법을 사용했다. 플레이어 캐릭터가 훈련을 받지 못해 전투에 능숙하지 않은 일반인이라는 점 또한 《사일런트 힐》의 독특한 특징이다.
주인공은 해리 메이슨으로, 미국 가상의 마을 사일런트 힐에서 불의의 사고로 잃어버린 입양아를 찾기 위해 마을 곳곳을 누비는 여정을 시작한다. 그러던 중 사일런트 힐에서 여러 인물을 만나면서 미지의 신을 믿는 교단에 자신의 딸이 연관된 사실을 알게되면서 일련의 사건에 엮이게 되는 것이 주내용이다. 플레이어의 행동에 따라 여러 가지 결말을 볼 수 있다.
발매 당시 《사일런트 힐》은 B급 영화 분위기를 덜어내고 심리적 공포에 치중하는 서사로 열렬한 호평을 받았다. 2001년에 시리즈 두번째 작품 《사일런트 힐 2》가, 2003년에는 이 게임에서 이야기가 이어지는 후속작 《사일런트 힐 3》가 발매됐다. 또한 본 작품 또한 여러 차례 각색되면서 2001년 비주얼 노블 형태를 취한 《사일런트 힐: 플레이 노블》, 2009년 배경을 빌린 재해석 게임 《사일런트 힐: 섀터드 메모리즈》가 발매됐고, 2006년에는 영화 《사일런트 힐》가 개봉했다.

## 게임플레이
《사일런트 힐》에서는 별도의 HUD를 제공해 주지 않는다. 플레이어는 별도의 설정된 키를 눌러서 체력, 위치, 아이템 등을 확인할 수 있다. 지도에는 주인공의 위치와 이동방향이 표시되어 있다, 플레이어가 이동함에 따라 지도에는 열리는 문과 열리지 않는 문 또는 막혀있는 도로 등이 빨간색 마커로 표시된다 (지도를 보기 위해서는 그 지역의 지도를 반드시 입수해야하고, 어떤 지역은 지도 자체를 제공해 주지 않는다). 또 체력과 아이템을 확인하려면 플레이어는 반드시 인벤토리 창으로 들어가야 한다.

## 줄거리
아내와 사별후, 해리 메이슨은 딸 셰릴 메이슨과 함께 사일런트 힐을 가는 도중 갑작스런 사고가 났고, 의식을 되찾은 해리는 행방불명된 딸을 찾는도중 누군가에 의해 습격을 당해 의식 되찾는 도중에 시빌 버넷과 함께하고 수상한 노파 달리아 길레스피와 마을이 덮친 이변에 당황한 의사 미하일 카우프만과 겁에 질린 간호사 리사 갈랜드와 만난다. 그러나 자욱한 안개와 지진 그리고 불결함으로 덮힌 이면세계의 미스터리는 점차 밝혀지기 시작한다.

## 평가
| 평가 |        |
| --- | ------ |
| 통합 점수 통합사 점수 게임랭킹스 84.99% [ 1 ] 메타크리틱 86/100 [ 2 ] 평론 점수 평론사 점수 에지 8/10 [ 3 ] 패미츠 34/40 [ 4 ] 게임 레볼루션 B+ [ 5 ] 게임프로 4.5/5 [ 6 ] 게임스팟 8.2/10 [ 7 ] IGN 9/10 [ 8 ] PSM 10/10 [ 9 ] |        |
| 통합 점수 |        |
| 통합사 | 점수   |
| 게임랭킹스 | 84.99% |
| 메타크리틱 | 86/100 |
| 평론 점수 |        |
| 평론사 | 점수   |
| 에지 | 8/10   |
| 패미츠 | 34/40  |
| 게임 레볼루션 | B+     |
| 게임프로 | 4.5/5  |
| 게임스팟 | 8.2/10 |
| IGN | 9/10   |
| PSM | 10/10  |